# Постав-Мука
Поста́в-Мука́ — село в Україні,  у Чорнухинській селищній громаді Лубенського району Полтавської області. Населення становить до 150 осіб. До 2018 орган місцевого самоврядування — Постав-Муківська сільська рада.

## Географія
Село Постав-Мука розташоване на лівому березі річки Удай, вище за течією на відстані 5,5 км розташоване село Піски-Удайські, нижче за течією на відстані 2 км розташоване село Лісова Слобідка, на протилежному березі — село Біївці. Річка в цьому місці звивиста, утворює лимани, стариці і заболочені озера. Поблизу села  (південний захід та захід) значні лісові масиви, найбільшим з яких є заказник Монастирище (733 га).

## Походження назви
Існує дві версії щодо походження назви села. Перша пов'язана із тим, що при виїзді села у північному напрямку, є великий пагорб Біла гора, на котрий коням, що перевозили вантажі (насамперед борошно), було складно виїхати. Тому одні говорять, що назва виникла від того, щоб виїхати, треба було «поставити муку», себто зняти частину вантажу з воза; інші ж — що один чоловік, який зняв частину мішків і повернувся за ними вдруге, не знайшов їх, бо злодії вкрали. Тому він із розпачем вигукнув «От і поставив муку!».
Друга версія ґрунтується на тому, що у XVII столітті на річці Удай було багато млинів. Із Генерального слідства про маєтності Лубенського полку 1729—1731 років відомо, що Постав-Мука та ще кілька сусідніх сіл поставляли борошно на утримання Генеральної військової канцелярії. Як відомо, одна із частин млина має назву «постав», а «мука» — ще одна назва борошна. Тому можливо саме через те, що в селі було багато млинів, воно й отримало свою назву.

## Історична довідка
Село засноване у першій половині ΧVII століття. Належало до володінь Яреми Вишневецького. Позначене на мапі Боплана 1650 року.
За часів Української козацької держави належало до складу Городиської (Городищанської) сотні Лубенського полку.
Згідно Генерального слідства про маєтності Лубенського полку, в 1730 році в селі нараховувалося 80 дворів.
У ХІХ столітті більшість селян була кріпаками поміщиків Райзерів, Корєнєвих, Огроновичів, Скаржинських. У селі народилася Катерина Скаржинська (до шлюбу Райзер) — поміщиця, меценатка, фундаторка першого загальнодоступного приватного краєзнавчого музею Лівобережної України.
У другій половині ХІХ — першій половині ХХ століття Постав-Мука було одним із найбільших гончарних центрів на Лівобережжі. Під час революційних подій 1917—1921 років поблизу села деякий час дислокувалися повстанські загони. У 1921 році біля села потрапив у полон отаман «Чумак» і був розстріляний.

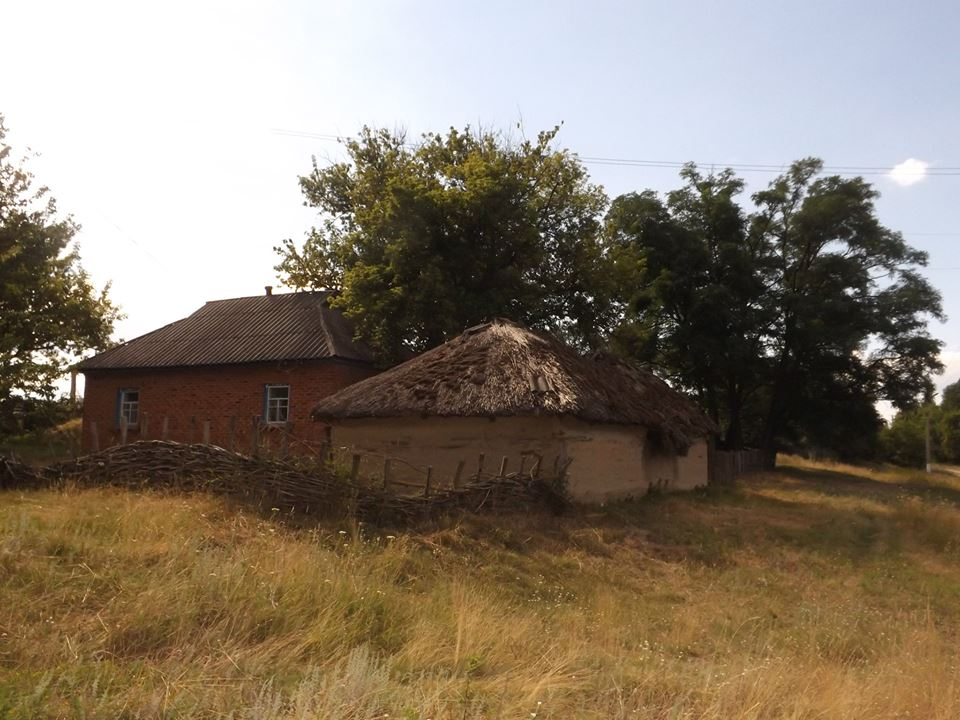
Подвір'я в селі Постав-Мука

Під час німецько-радянської війни через село проходила колона військ Південно-Західного фронту на чолі із генералом Михайлом Кирпоносом.
У жовтні 1941 року через село пройшов партизанський загін «Метеор» (командир Іван Копьонкін). Партизани розстріляли двох жителів села за співробітництво із німецькою владою.
Протягом другої половини ХІХ — першої половини ХХ століття Постав-Мука славилося, як один із найбільших гончарних центрів на Лівобережжі. У 1960-х роках гончарне ремесло в селі занепало.
На даний час у селі діє фермерське господарство "Слобожанщина".

## Відомі люди

### Народились
- Таран-Гончаренко Феодосій Прохорович (1897—1937) — український радянський журналіст, відповідальний редактор газети «Вісті ВУЦВК». Кандидат у члени ЦК КП(б)У в листопаді 1927 — червні 1930 р. Член ЦК КП(б)У в червні 1930 — травні 1937 р., розстріляний.

### Працювали
- Балицькі — українські народні гончарі Степан Трохимович і Павло Степанович.